# Ahmet Kuru
Ahmet Kuru (* 23. April 1982 in Rotenburg) ist ein ehemaliger deutschtürkischer Fußballspieler.

## Karriere
Kuru begann seine Fußballkarriere beim Rotenburger SV, bevor er 1997 zu Werder Bremen in die Jugend und 2001 zu den Amateuren wechselte. Ab der Saison 2004/05 spielte er bei Eintracht Braunschweig. In dieser Spielzeit erzielte er 24 Tore, unter anderem gegen den VfB Lübeck durch einen Fallrückzieher, der Tor des Monats im August 2004 wurde, und trug als Torschützenkönig dieser Regionalliga-Saison maßgeblich zum Aufstieg von Eintracht Braunschweig in die 2. Bundesliga bei. In der Winterpause der Saison 2006/07 wechselte er zum FC St. Pauli, mit dem er in die 2. Bundesliga zurückkehrte.
Zur Saison 2008/09 wechselte er zum türkischen Süper-Lig-Aufsteiger Antalyaspor. Nach eineinhalb Jahren verließ er Antalyaspor und wechselte zu Orduspor in die 2. türkische Liga. Im Sommer 2011 stieg er mit Orduspor in die Süper Lig auf.
Nach dem Aufstieg mit Orduspor in die Süper Lig verließ er diesen Verein Richtung Drittligist Bozüyükspor. Nach einer Spielzeit wechselte er innerhalb der Liga zu Bandırmaspor. Von dort ging es 2014 zum Ligakonkurrenten Pazarspor, dem er bis 2015 angehörte. Danach ließ er seine Karriere bei Orduspor, mit dem er am Ende der Saison 2015/16 in die türkische Drittklassigkeit abstieg und dort kurzzeitig zum Einsatz kam. Mit dem Auslaufen seines Vertrages am Ende der Saison 2016/17 beendete Kuru seine Karriere als Aktiver.

## Erfolge
Eintracht Braunschweig
- Aufstieg in die 2. Bundesliga 2005

FC St. Pauli
- Aufstieg in die 2. Bundesliga 2007

Orduspor
- Aufstieg in die Süper Lig 2011

## Auszeichnungen
- Torschützenkönig der Regionalliga Nord 2004/05
- Torschütze des Monats August 2004[1]